# Nevit Kodallı

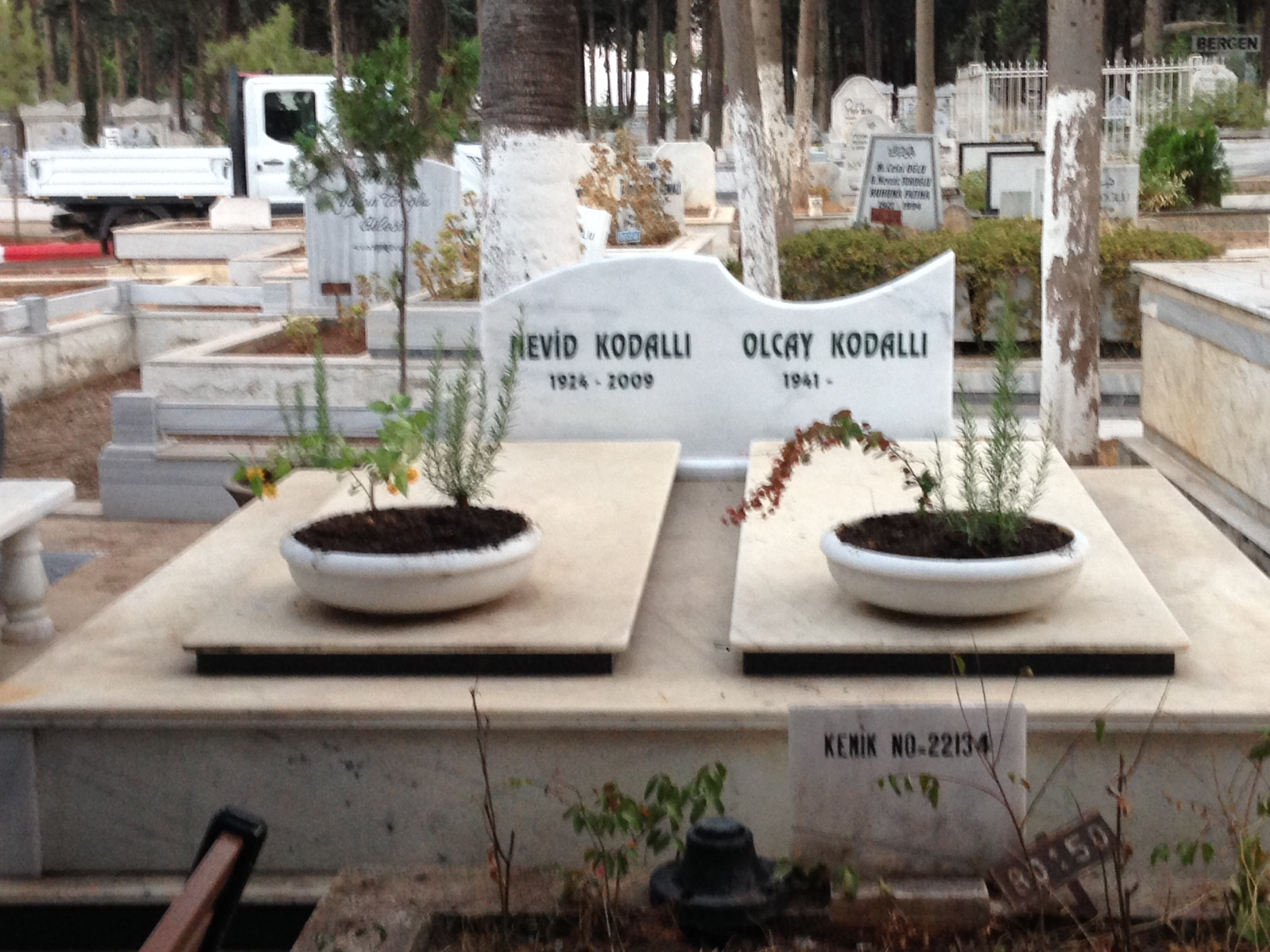
Grabmal von Nevit Kodallı auf dem Interreligiösen Friedhof von Mersin

Nevit Kodallı (* 12. Januar 1924 in Mersin; † 1. September 2009 ebenda) war ein türkischer Komponist.
Kodallı studierte von 1939 bis 1957 bei Necil Kâzım Akses am Konservatorium von Ankara und danach bis 1953 an der École Normale de Musique in Paris Komposition bei Arthur Honegger und Dirigieren bei Jean Fournet. Außerdem nahm er Unterricht bei Nadia Boulanger und Charles Koechlin.
Bis 1955 unterrichtete er am Staatlichen Konservatorium von Ankara, danach war er zunächst Kapellmeister der Oper und später Musikdirektor des Staatstheaters. Er komponierte zwei Opern, ein Ballett und Schauspielmusiken, eine Sinfonie, eine Orchestersuite, kammermusikalische Werke, Klavier- und Violinstücke, Chormusik und Lieder.